# Serbia na Zimowych Igrzyskach Olimpijskich 2014
Serbię na Zimowych Igrzyskach Olimpijskich 2014 reprezentowało ośmiu zawodników.

## Skład reprezentacji

### Biathlon

#### Mężczyźni
- Milanko Petrović

| Konkurencja       | Zawodnik         | Czas    | Strzelanie | Miejsce |
| ----------------- | ---------------- | ------- | ---------- | ------- |
| Sprint            | Milanko Petrović | 27:08.2 | 1+2        | 69.     |
| Bieg pościgowy    | Milanko Petrović | -       | -          | -       |
| Bieg indywidualny | Milanko Petrović | 56:45.4 | 1+2+0+3    | 69.     |
| Bieg masowy       | Milanko Petrović | -       | -          | -       |
| Sztafeta          | Milanko Petrović | -       | -          | -       |

### Biegi narciarskie

#### Kobiety
| Zawodnik        | Konkurencja       | Czas    | Pozycje |
| --------------- | ----------------- | ------- | ------- |
| Ivana Kovačević | Bieg indywidualny | 45:21,3 | 75.     |

#### Mężczyźni
| Zawodnik         | Konkurencja       | Czas               | Pozycje            |
| ---------------- | ----------------- | ------------------ | ------------------ |
| Milanko Petrović | sprint            | 3:50,20            | 63.                |
| Rejhan Šmrković  | sprint            | 4:02,28            | 76.                |
| Rejhan Šmrković  | Bieg indywidualny | Nie ukończył biegu | Nie ukończył biegu |
| Milanko Petrović | Bieg indywidualny | 27:08,2            | 69.                |
| Milanko Petrović | Bieg na 50 km     | 1:53:35,1          | 50.                |

### Bobsleje

#### Mężczyźni
| Osada | Zawodnik                         | Konkurencja | Ślizg 1 | Ślizg 2 | Ślizg 3                          | Ślizg 4                          | Łącznie                          | Pozycja                          |
| ----- | -------------------------------- | ----------- | ------- | ------- | -------------------------------- | -------------------------------- | -------------------------------- | -------------------------------- |
| SRB-I | Vuk Rađenović Aleksandar Bundalo | Dwójki      | 58,31   | 58,56   | Nie stanęli na starcie 3. ślizgu | Nie stanęli na starcie 3. ślizgu | Nie stanęli na starcie 3. ślizgu | Nie stanęli na starcie 3. ślizgu |

### Narciarstwo alpejskie

#### Kobiety
| Zawodniczka       | Konkurencja   | Zjazd                      | Slalom                     | Czas łączny                | Pozycje                    |
| ----------------- | ------------- | -------------------------- | -------------------------- | -------------------------- | -------------------------- |
| Nevena Ignjatović | Slalom gigant | 1:22,14                    | 1:20,32                    | 2:42,46                    | 28.                        |
| Nevena Ignjatović | Slalom        | Nie ukończyła 1. przejazdu | Nie ukończyła 1. przejazdu | Nie ukończyła 1. przejazdu | Nie ukończyła 1. przejazdu |

#### Mężczyźni
| Zawodnik        | Konkurencja      | Czas 1. przejazdu         | Czas 2. przejazdu         | Czas łączny               | Pozycje                   |
| --------------- | ---------------- | ------------------------- | ------------------------- | ------------------------- | ------------------------- |
| Marko Vukićević | supergigant      |                           |                           | 1:23,88                   | 48.                       |
| Marko Vukićević | Slalom gigant    | Nie ukończył 1. przejazdu | Nie ukończył 1. przejazdu | Nie ukończył 1. przejazdu | Nie ukończył 1. przejazdu |
| Marko Vukićević | Slalom specjalny | Nie ukończył 1. przejazdu | Nie ukończył 1. przejazdu | Nie ukończył 1. przejazdu | Nie ukończył 1. przejazdu |

### Snowboard

#### Kobiety
| Nina Micić | Slalom równoległy        | 1:08,07 | 31. | Nie awansowała | Nie awansowała | Nie awansowała | Nie awansowała | 31. |
| Nina Micić | Slalom gigant równoległy | 2:04,94 | 27. | Nie awansowała | Nie awansowała | Nie awansowała | Nie awansowała | 27. |